# Henryk Dudziński
Henryk Dudziński (ur. 25 sierpnia 1923 w Byszewicach, zm. 28 września 1995 w Łodzi) – polski aktor teatralny i filmowy.

## Kariera aktorska
Jego debiut teatralny miał miejsce 25 sierpnia 1953 roku. W 1954 roku ukończył studia na PWST w Łodzi. W swojej karierze aktorskiej występował w łódzkich teatrach:
- 1954–1981 Teatr Ziemi Łódzkiej (od 1979 pod nazwą: Teatr im. Tuwima),
- 1981–1982 Teatr Nowy.

## Filmografia
- 1953: Trzy opowieści − porucznik Malewicz (cz. 1)
- 1966: Niewiarygodne przygody Marka Piegusa − Turpis, członek bandy Flasza (odc. 3 i 9)
- 1969: Przygody pana Michała (odc. 10)
- 1974: Najważniejszy dzień życia − robotnik (odc. 1)
- 1974: Ile jest życia − podwładny oficera UB (odc. 5)
- 1977: Śmierć prezydenta − Wojciech Korfanty, poseł prawicy
- 1977: Lalka (odc. 7)
- 1978: Wśród nocnej ciszy −  gazownik
- 1978: Bilet powrotny − sąsiad Antoniny
- 1979: Bezpośrednie połączenie − kierowca "Warszawy"
- 1980: Zamach stanu
- 1981: Znachor
- 1981: Najdłuższa wojna nowoczesnej Europy (odc. 7)
- 1982: Dom (odc. 11)
- 1985: Zamach stanu
- 1985: Głód − oficer niemiecki

## Spektakle Teatru TV
- 1968: Sułkowski − Ogniewski
- 1973: Dwie twarze ojca − Wojciech
- 1974: Patron dla bocznej ulicy − Dyrektor techniczny
- 1984: Bestseller − Sędzia

## Ordery i odznaczenia
- Złoty Krzyż Zasługi (1976)
- Srebrny Krzyż Zasługi (1971)
- Odznaka honorowa miasta Łodzi (1973)